# Tai Si
Sauf précision contraire, les dates de cet article sont sous-entendues « avant l'ère commune » (AEC), c'est-à-dire « avant Jésus-Christ ».
Tai Si (chinois : 太姒, 12éme (?) – 11éme siècle av J.C) est une femme très respectée et vénérée de l'histoire chinoise. Elle est l'épouse de Ji Chang, aussi connu sous le nom de Roi Wen de Zhou. Elle serait une descendante de Yu le Grand, le fondateur mythique de la dynastie Xia, et est la mère de dix fils, dont le roi Wu de Zhou, le fondateur de la dynastie Zhou, et son jeune frère le duc de Zhou.
Particulièrement respectés par Wu Zetian, la seule impératrice à avoir régné sur la Chine, Tai Si et le roi Wen reçurent à titre posthume les noms de temple "Shizu" (chinois : 始祖 ; litt. « ancêtre fondateur ») en 690.

## Vie
Tai Si serait née au sein du clan Youxin (chinois : 有莘氏), nom ancestral Si, dans la région qui correspond actuellement au Xian de Heyang, dans la province du Shaanxi. Dans son Shiji, l'historien Sima Qian, qui rédige son œuvre sous la dynastie Han, indique qu'elle est originaire de l'ancien état de Qi, ou de l'état de Zeng, les deux se trouvant totalement ou partiellement dans le territoire de l'actuelle province du Henan.
Selon l'historiographie traditionnelle Chinoise, Ji Chang se promenait le long des rives de la rivière Wei lorsqu'il rencontre Tai Si pour la première fois. Sa beauté envoute tellement Chang qu'il pense d'abord qu'elle est une déesse ou un ange. Tai Si s'avère être une femme bienveillante, sage et simple, et Chang décide de la prendre pour épouse. Comme a l'époque, aucun pont n'enjambe la rivière Wei, Chang entreprend d'en crée un; en construisant plusieurs bateaux, qu'il dispose cote à cote pour former un chemin flottant sur la rivière. Tai Si est impressionné et ils se marient.
Après avoir rejoint la famille de son époux, Tai Si aurait rapidement gagné les faveurs des autres femmes de ladite famille grâce à son éthique de travail assidue et son comportement. Elle et le roi ont dix fils ensemble, et Tai Si aurait été une enseignante et une mère exceptionnelle, de sorte que tous ses fils sont des hommes de vertu et de sagesse.

## Dans la littérature
Le texte d'ouverture du Classique des vers, un des Classiques chinois, est une chanson nommée Guan ju. les premiers vers de cette chanson décrivent une belle jeune fille cueillant des plantes le long d'une rivière et qui est aimée par un jeune prince. Certains pensent qu'à l'origine, cette chanson parle de Tai Si et la première rencontre avec Ji Chang le long des berges de la Wei.